# Шюмег
Шю́мег (угор. Sümeg, хорв. Šimeg, нім. Schimeck) — місто в медьє Веспрем в Угорщині.
Чисельність населення на 1 січня 2014 року 6283 чол. Місто відоме своєю фортецею, найбільшої в країні і однією з найдавніших.

## Географія і транспорт
Місто розташоване приблизно за 150 кілометрів на північний захід від Будапешта, за 20 кілометрів на північний захід від Тапольці, за 25 кілометрів на північ від Кестхея і узбережжя озера Балатон, за 40 кілометрах на північний схід від Залаеґерсеґа та за 50 кілометрів на захід від Веспрема. У місті є залізнична станція. Час у дорозі на поїзді до Будапешта — близько 4 годин. Автомобільні дороги пов'язують Шюмег з усіма навколишніми містами.

## Історія

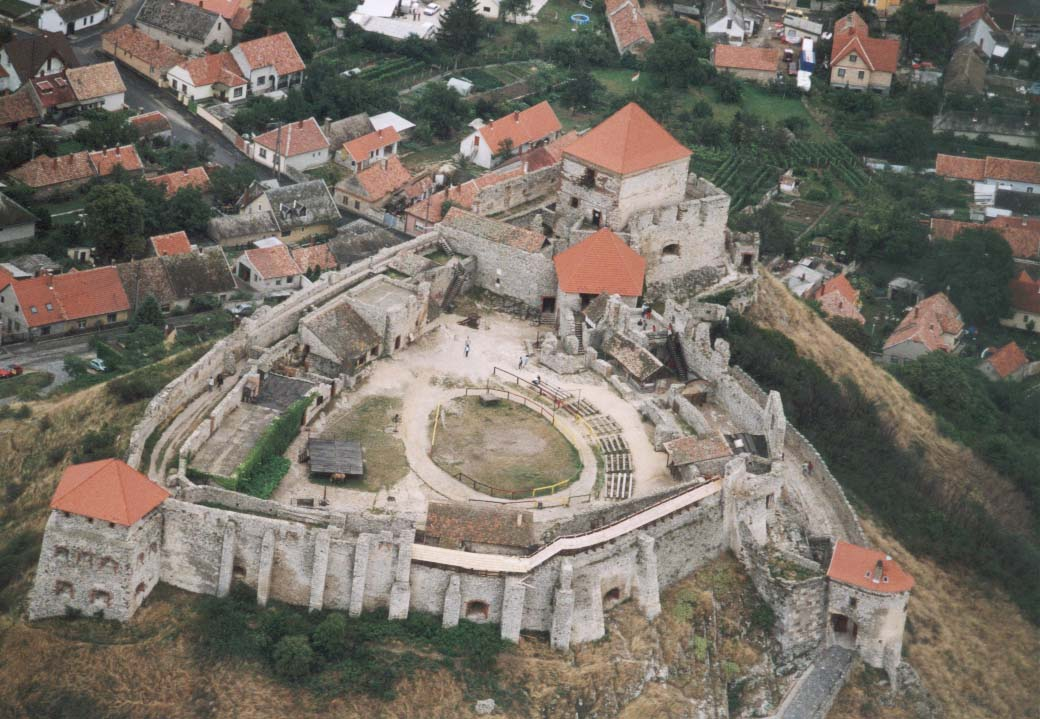
Фортеця, вид з повітря

Майже вся історія Шюмега пов'язана зі знаменитою фортецею, заснованою в XI столітті в епоху короля Іштвана Святого на високому пагорбі (270 м). Вибір місця був пов'язаний зі стратегічною важливістю регіону, де перетиналися багато транспортних шляхів. Протягом багатьох століть фортифікаційні споруди фортеці постійно поліпшувалися й перебудовувалися. В 1241 році король Бела IV сховався в Шюмезькій фортеці від навали монголів, які не змогли її взяти. У період турецької навали XVI–XVII століть фортецю осаджували незліченну кількість разів протягом майже 150 років, але вона так і не була підкорена турками. Після падіння Веспрема в 1552 році резиденція Веспремського єпископа була перенесена в Шюмег. В цей час в Угорщині була в ходу приказка «Поки стоїть Шюмег рано молитися на Мекку».
Після вигнання турків і включення Угорщини в державу Габсбургів в країні спалахнуло національно-визвольне повстання під проводом  Ференца Ракоці. Після поразки повстання австрійці підірвали стіни майже всіх фортець Угорщини, як потенційних вогнищ повстань, в тому числі і Шюмезької. Незважаючи на це, багато будівель фортеці добре збереглися до наших днів, в XX столітті в фортеці кілька разів проводилися реставраційні роботи (в останній раз в 90-х роках), що відновили в тому числі і стіни.
В XVIII столітті почалося зростання міста під стінами фортеці, був побудований палац єпископа, кам'яна церква Вознесіння, велика кількість примітних будівель; проте в XIX столітті бурхливе зростання сусідніх Веспрема, Кестхея і Тапольця поступово привели до перетворення Шюмега на невелике провінційне містечко.

## Цікаві
- Шюмезька фортеця — найбільша і одна з найвідоміших середньовічних фортець Угорщини. Стара вежа (XIII століття) — найбільш стародавня споруда фортеці. Нині в ній діє Музей зброї. У фортеці часто влаштовуються театралізовані вистави та виступи історичних реконструкторів.
- Церква Вознесіння — побудована в 1757 році в стилі рококо. Відома гігантською фрескою, що створювалася протягом півтора року.
- Францисканський монастир (1657, бароко).
- Єпископський палац (1755, бароко).

## Відомі уродженці і жителі
- Ференц Енц (1805—1877) — угорський лікар, ботанік, садівник, фахівець з виноградарства.

## Міста-побратими
- Совата
- Баден-Вюртемберг
- Косцян
- Вобарно
- Тапольця